# Ulrich Morhart

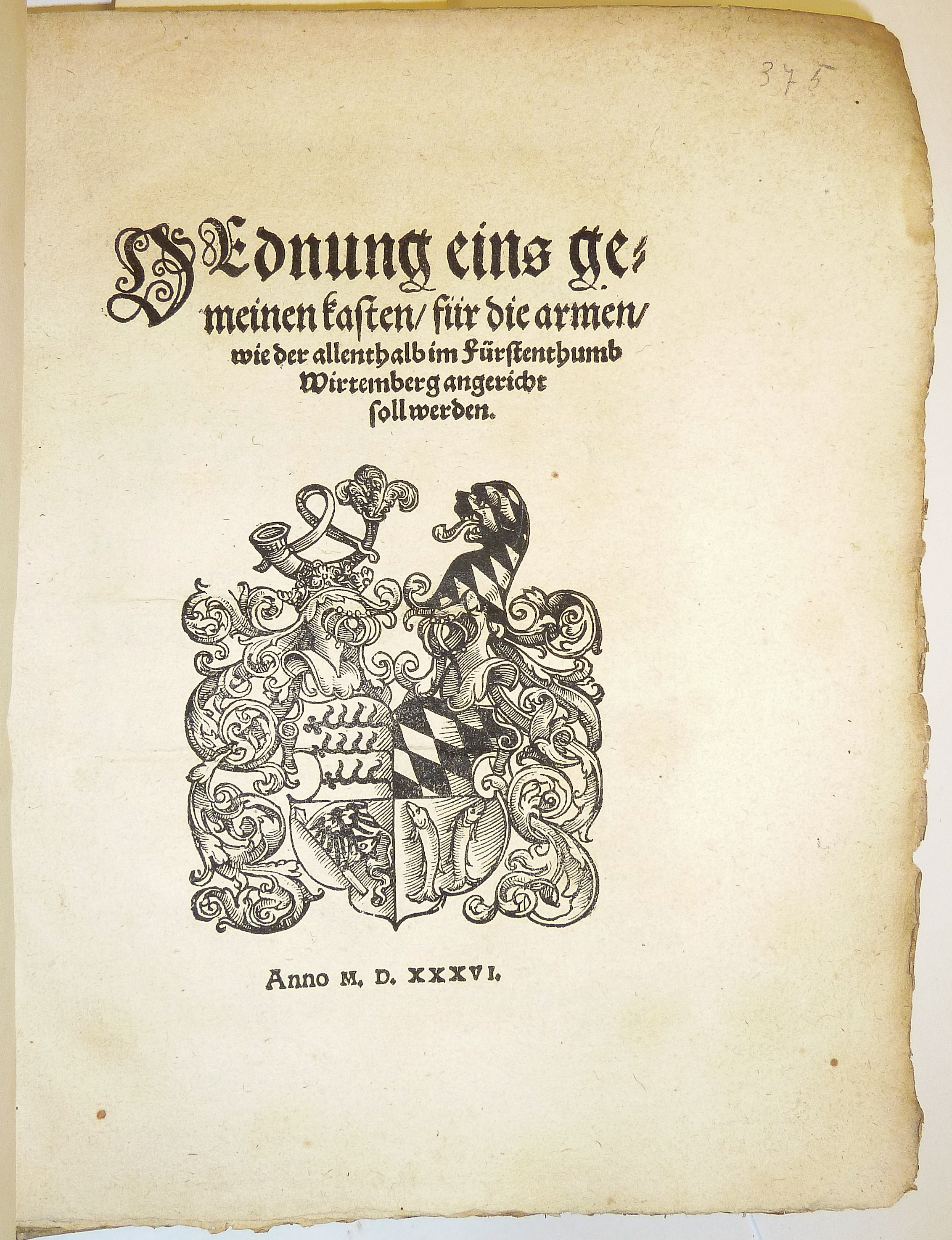
Holzschnitt des Wappens von Herzog Ulrich von Württemberg in einem Buch von Ulrich Morhart

Ulrich Morhart (* um 1490 in Augsburg; † 1554 in Tübingen) war ein deutscher Buchdrucker der Reformationszeit.

## Leben
Ulrich Morhart stammte aus Augsburg und druckte von 1519 bis 1522 in Straßburg. Von dort ging er nach Tübingen und schrieb sich am 20. Mai 1523 bei der Universität Tübingen ein. Er druckte insgesamt über 200 Werke, darunter die Editiones principes der Annalen des Lambert von Hersfeld (1525) und der Formularsammlung von Alexander Hug (1528).
Er betrieb die einzige Druckerpresse im Herzogtum Württemberg, die deshalb viele Aufträge von der württembergischen Regierung bekam, und darüber hinaus die einzige in Südwestdeutschland, die – bis zur Einführung der Reformation in Württemberg 1534 – den katholischen Interessen zugänglich war. Er druckte die Schriften von Eck, Fabri, Cochläus, Dietenberger, Fattlin und Schatzger, das heißt von den bekanntesten Gegnern Luthers und Zwinglis.
Ab 1550 wurde die Morhartsche Druckerpresse ein wichtiges Werkzeug der slawischen Reformatoren: Sie diente der Verbreitung evangelischer Bücher in slawischer Sprache für die Slowenen, Kroaten, Dalmatiner und Serben, deren Publikation von Primus Truber ausgegangen war und von Peter Paul Vergerius und dem Freiherrn Hans Ungnad von Sonnegk unterstützt und getragen wurden. 1550 wurden durch Morhart ein von Truber in das Windische (Slowenische) übersetzter Katechismus und ein windisches Abecedarium gedruckt. Das eigentliche Werk des slawischen Bücherdrucks begann erst nach seinem Tod, nämlich 1555, als bereits seine Witwe (die dritte Frau), Magdalena Morhart, unter Leitung ihrer Söhne aus erster Ehe, Oswald Gruppenbach und Georg Gruppenbach das Geschäft fortführte. Zu dieser Zeit wurden teils in Tübingen, teils in der dafür errichteten Presse in Urach, die auch von den Gruppenbach geleitet wurde, 39 selbständige Drucke in slowenischer und kroatischer Sprache hergestellt: Neue Testamente, Katechismen, Bekenntnisschriften, Predigten, Gesangbücher und ähnliche Schriften, die als die ersten Anfänge einer slawischen Literatur noch heute Bedeutung haben. Die größte Zahl dieser Drucke fällt in die Jahre 1557 bis 1564 (Ungnads Todesjahr).